# SAKURADRIVE/Dateline
「SAKURADRIVE/Dateline」（サクラドライブ/デートライン）は、女性アイドルグループ『アップアップガールズ（仮）』の2013年3月13日に発売された、T-Palette Recordsへの移籍後3枚目のCDシングルである。

## 概要
「SAKURADRIVE」は、桜ソングであり、これまでの攻撃的な楽曲とは違い、R&B調で「クールに魅せる曲」である。BPMは110だが、サビのBPMは倍になっている。
「Dateline」は、当シングルリリース発表時点でライブではすでに披露されていたバラード曲。2012年9月に行われたアップアップガールズ（仮） 1st LIVE 代官山決戦（仮）時点でのアップアップガールズ（仮）のメンバーの「感謝の気持ち」「未来への不安・そして決意をDateline(日付変更線)になぞらえ」ているという。同グループにとってバラード曲は初となる。

## 収録曲
1. SAKURADRIVE(5:19)
作詞・作曲・編曲：PandaBoY[2]
2. Dateline(5:41)
作詞：NOBE、作曲・編曲：michitomo[2]
3. SAKURADRIVE(Instrumental)
4. Dateline(Instrumental)

## 経緯
アップアップガールズ（仮）は、2012年9月2日、代官山UNITにてアップアップガールズ（仮） 1st LIVE 代官山決戦（仮）を開催した。同ライブでは5曲の新曲を初披露したが、その内の1曲として「Dateline」を披露した。
12月24日、当CDシングルのジャケット写真の撮影が行われた。アップアップガールズ（仮）のメンバーが傘を持っているところが撮影された。
2013年2月20日、1枚前のシングルである「リスペクトーキョー/ストレラ!〜Straight Up!〜」をリリースしたが、その1日後であり「SAKURADRIVE」の初披露の3日前である21日に同曲のダンスレッスンを初めて行った。翌22日、マネージャーから「お客さんが目つぶりながら聞きながらでもいいのかな」「サビがなんかもうちょっとあるといいな」という指摘があり、サビの振付が変えられた。変更前は「手の動きで 桜の花びらが舞う様子を表現」していただけだったのが、変更後は「手の動きに加えて 後ろ2列のフォーメーション移動でしだれ桜の木の揺れを表現」するようになった。
2月24日、新潟LOTSにて『TOWER RECORDS Presents アップアップガールズ（仮）対バン行脚（仮）〜新潟決戦 VS Negicco〜』に参加し「SAKURADRIVE」を初披露した。同日、T-Palette Recordsはアップアップガールズ（仮）が3月13日にCDシングル「SAKURADRIVE/Dateline」をリリースすることを発表した。
また、24日から25日にかけては、iTunes Store等の音楽配信サイトにて「SAKURADRIVE」と「Dateline」の配信が開始された。iTunes Storeでは「ワールド」カテゴリーのランキングで1位・2位となった。
同年8月28日には「SAKURA DRIVE（late spring Ver.）」が収録されたDVD『アップアップガールズ（仮） THE DVD 〜ミニMV集 おまけつき〜』が発売され、11月には「SAKURA DRIVE（late spring Ver.）」がYouTubeで公開された。
翌2014年2月19日には「SAKURADRIVE」を収録したアルバム『セカンドアルバム（仮）』が発売された。「Dateline」は配信限定で同アルバムに収録された。

### 発売記念イベント
当CDシングルの発売を記念してイベントが行われた。
| 公演日  | 都道府県 | 会場                       | 形態               | 出典   |
| ------- | -------- | -------------------------- | ------------------ | ------ |
| 3月10日 | 宮城県   | タワーレコード仙台パルコ店 | ミニライブ・握手会 | [ 22 ] |
| 3月12日 | 神奈川県 | CLUB CITTA'                | ミニライブ・握手会 | [ 23 ] |
| 3月13日 | 東京都   | タワーレコード秋葉原店     | ミニライブ・握手会 | [ 24 ] |
| 3月17日 | 愛媛県   | エミフルMASAKIエミモール1F | ミニライブ・握手会 | [ 25 ] |
| 3月20日 | 北海道   | タワーレコード札幌ピヴォ店 | ミニライブ・握手会 | [ 26 ] |
| 3月23日 | 福岡県   | タワーレコード福岡店       | ミニライブ・握手会 | [ 27 ] |